# Paolo Boselli
Paolo Boselli (8. června 1838 Savona – 10. března 1932 Řím) byl italský politik, právník a ekonom. Byl mnohokrát ministrem a během první světové války (18. června 1916 až 30. října 1917) také premiérem své země.
Po studiu práv v Turíně se věnoval advokacii a brzy začal i politicky a vědecky působit. Roku 1869 se stal profesorem ekonomie v Benátkách a roku 1871 získal profesuru v Římě. Do parlamentu byl zvolen roku 1870 a zastupoval národně liberální směr tzv. historické pravice. S jeho jménem jsou spojeny počátky italského sociálního zákonodárství a právní ochrany pracujících. Jeho rostoucí příklon k prosazování větší role státu vedl k příklonu k levé frakci liberálů.
Poprvé zasedal ve vládě od roku 1888, kdy se stal ministrem školství, později byl šéfem i dalších resortů. Roku 1906 odešel z vysoké politiky, vrátil se do ní však ještě za první světové války ve vysokém věku jako premiér poté, co dva jiní politici tuto pozici odmítli. Jeho premiérské působení nebylo příliš úspěšné a rezignoval po porážce u Caporetta.